# Oscar Micheaux
Oscar Devereaux Micheaux, född 2 januari 1884 i Metropolis, Illinois, död 25 mars 1951 i Charlotte, North Carolina, var en afro-amerikansk författare och filmregissör som producerade över 40-talet filmer. Micheaux räknas ofta som den första stora afro-amerikanska filmskaparen och har benämnts som den mest framgångsrike afro-amerikanske filmskaparen under 1900-talets första hälft. Han producerade både stum- och ljudfilmer under sina verksamma år.

## Tematik i Micheauxs filmer
Micheauxs filmer producerades under omvälvande tider för den afro-amerikanska befolkningen i USA. Hans filmer skildrade hur det vara att leva som afro-amerikan i USA i sin samtid. Filmerna handlade om relationerna mellan afro-amerikaner och vita amerikaner och hur svårt det var för svarta invånare att lyckas i det samhällsklimat som rådde. Micheauxs filmer användes för att diskutera och bekämpa de orättvisor som den afro-amerikanska befolkningen hade blivit utsatta för. Lynchning, rasdiskriminering och rasrelaterat våld var därför en del av hans filmer. Micheauxs mål var att ge en bild av afro-amerikaner som kunde fungera som en motvikt gentemot den bild som gavs från vita filmskapare, vilken ofta tenderade att vara full av negativa stereotyper. Micheaux försökte skapa komplexa karaktärer, ur olika klasser av samhället men också med olika etniciteter, något som inte var populärt hos varken media eller den statliga censuren.

## Filmografi
- The Homesteader (1919)
- Within Our Gates (1920)
- The Brute (1920)
- The Symbol of the Unconquered (1920)
- The Gunsaulus Mystery (1921)
- The Dungeon (1922)
- The Hypocrite (1922)
- Uncle Jasper's Will (1922)
- The Virgin of the Seminole (1922)
- Deceit (1923)
- Birthright (1924)
- A Son of Satan (1924)
- Body and Soul (1925)
- Marcus Garland (1925)
- The Conjure Woman (1926)
- The Devil's Disciple (1926)
- The Spider's Web (1926)
- The Millionaire (1927)
- The Broken Violin (1928)
- The House Behind the Cedars (1927)
- Thirty Years Later (1928)
- When Men Betray (1929)
- The Wages of Sin (1929)
- Easy Street (1930)
- A Daughter of the Congo (1930)
- Darktown Revue (1931)
- The Exile (1931)
- Veiled Aristocrats (1932)
- Ten Minutes to Live (1932)
- Black Magic (1932)
- The Girl from Chicago (1932)
- Ten Minutes to Kill (1933)
- Phantom of Kenwood (1933)
- Harlem After Midnight (1934)
- Murder in Harlem (1935)
- Temptation (1936)
- Underworld (1937)
- God's Step Children (1938)
- Swing! (1938)
- Lying Lips (1939)
- Birthright (1939)
- The Notorious Elinor Lee (1940)
- The Betrayal (1948)